# Sint-Christoffelkapel (Gent)

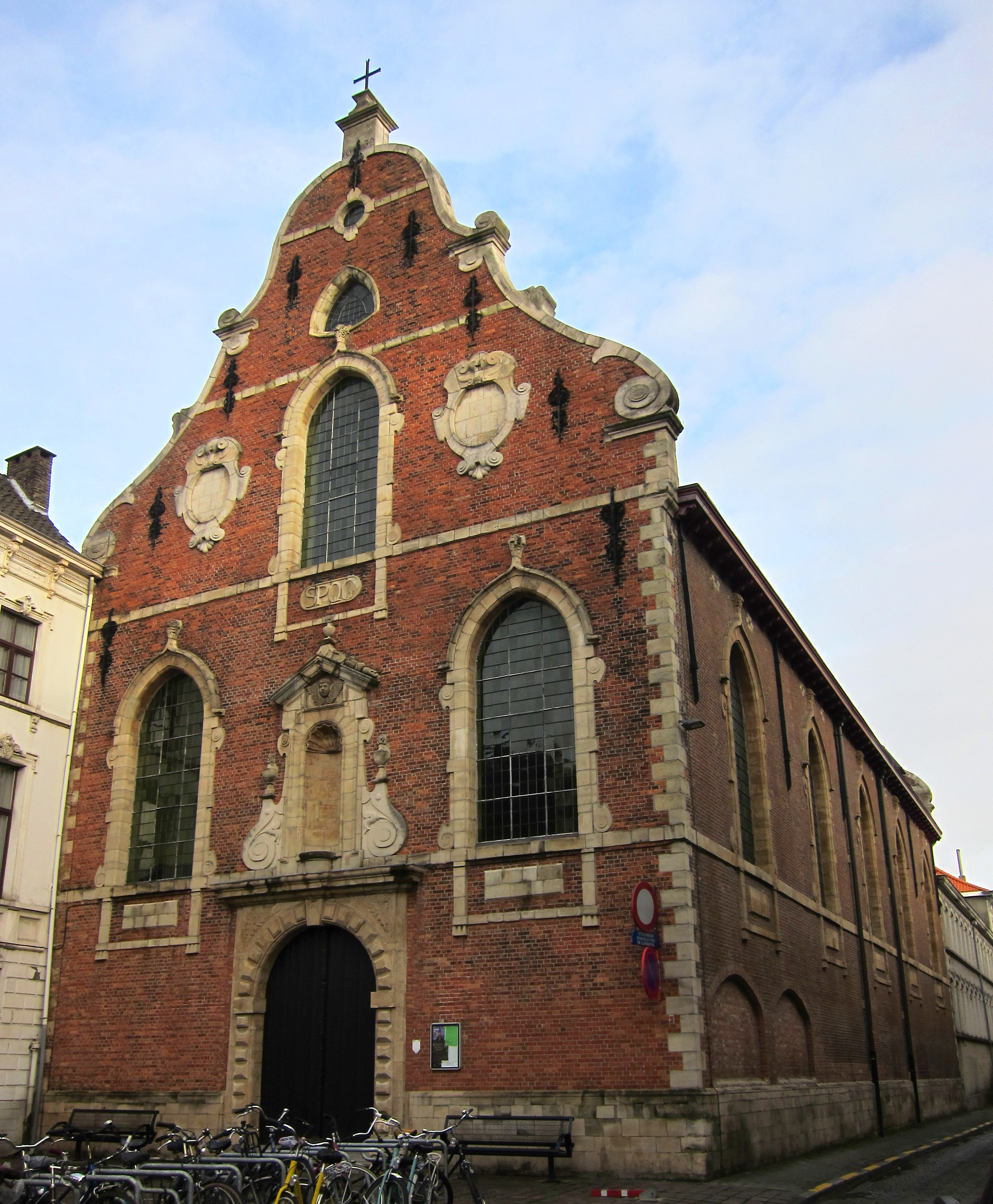
De Sint-Christoffelkapel

De Sint-Christoffelkapel, ook gekend als Brabantdamkerk, is een protestants kerkgebouw in het centrum van de Belgische stad Gent. Oorspronkelijk was het een kapel toegewijd aan de heilige Christoffel. Het gebouw uit 1632 is eenbeukig, met vijf traveeën en een priesterkoor, opgetrokken in bak- en zandsteen. De stijl weerspiegelt de overgang tussen laat-gotiek en renaissance. In 1816 werd het een protestants kerkgebouw en een beschermd monument sedert 1943.

## Geschiedenis
Eertijds was deze Sint-Christoffelkapel het godshuis van de volders, dat in 1589-90 door de kapucijnen werd ingenomen als kloosterkerk. In 1613 werden de gebouwen uitgebreid en de kapel werd in 1632 vervangen door een nieuw gebouw. Door de Franse revolutionairen werden de kloostergebouwen in 1797 als nationaal goed verkocht en omgevormd tot militaire magazijnen. Sloop van de gebouwen volgde bij de aanleg van de Abeelstraat en de Sint-Kristoffelstraat in 1840.
Op de plaats van het voormalig kapucijnenklooster bouwde men in 1867-1868 een stadsschool (Abeelstraat 16).